# Camille Taboulay
Camille Taboulay est une critique de cinéma et scénariste française. 

## Parcours
Camille Taboulay a été membre du comité de rédaction des Cahiers du cinéma de 1991 à 1998.
Spécialiste de l'œuvre de Jacques Demy, et plus largement du film musical, elle est l'auteur du livre Le Cinéma enchanté de Jacques Demy, dont Les Inrockuptibles, sous la plume de Jean-Pierre Berthomé, ami du réalisateur, écrivaient à sa sortie que l'auteur avait bénéficié « de la générosité d'Agnès Varda qui lui a ouvert toutes grandes les archives de Jacques Demy […]. Du coup, le livre devient une bouleversante "chambre verte" de tous les projets qui n'ont pas abouti, […]. En le lisant, en découvrant son iconographie superbe et souvent inédite, on éprouve bien des regrets. Nous ne verrons jamais Anouchka que Demy devait tourner en URSS. »

### Comme scénariste
Camille Taboulay a notamment, pour Thierry Jousse, réécrit en 2004 Les Invisibles et écrit en 2010 Je suis un no man's land , ainsi que le téléfilm Dalida (France 2 – 2005) avec Joyce Bunuel et Jérôme Tonnerre et la série Vénus et Apollon (2005) de Tonie Marshall.

## Publications
- Le Cinéma enchanté de Jacques Demy, Éditions de l’Étoile/Cahiers du cinéma, 1996

### Radio
- « Philosopher avec Jacques Demy : Les parapluies de Cherbourg », France Culture, 10 avril 2018
- « Du Bonheur : Jacques Demy, l'univers enchanté », France Culture, 7 janvier 2015

### Conférence
- Conférence de Camille Taboulay sur la comédie musicale le 13 mars 2009 au Forum des images